# Koloss San Carlo

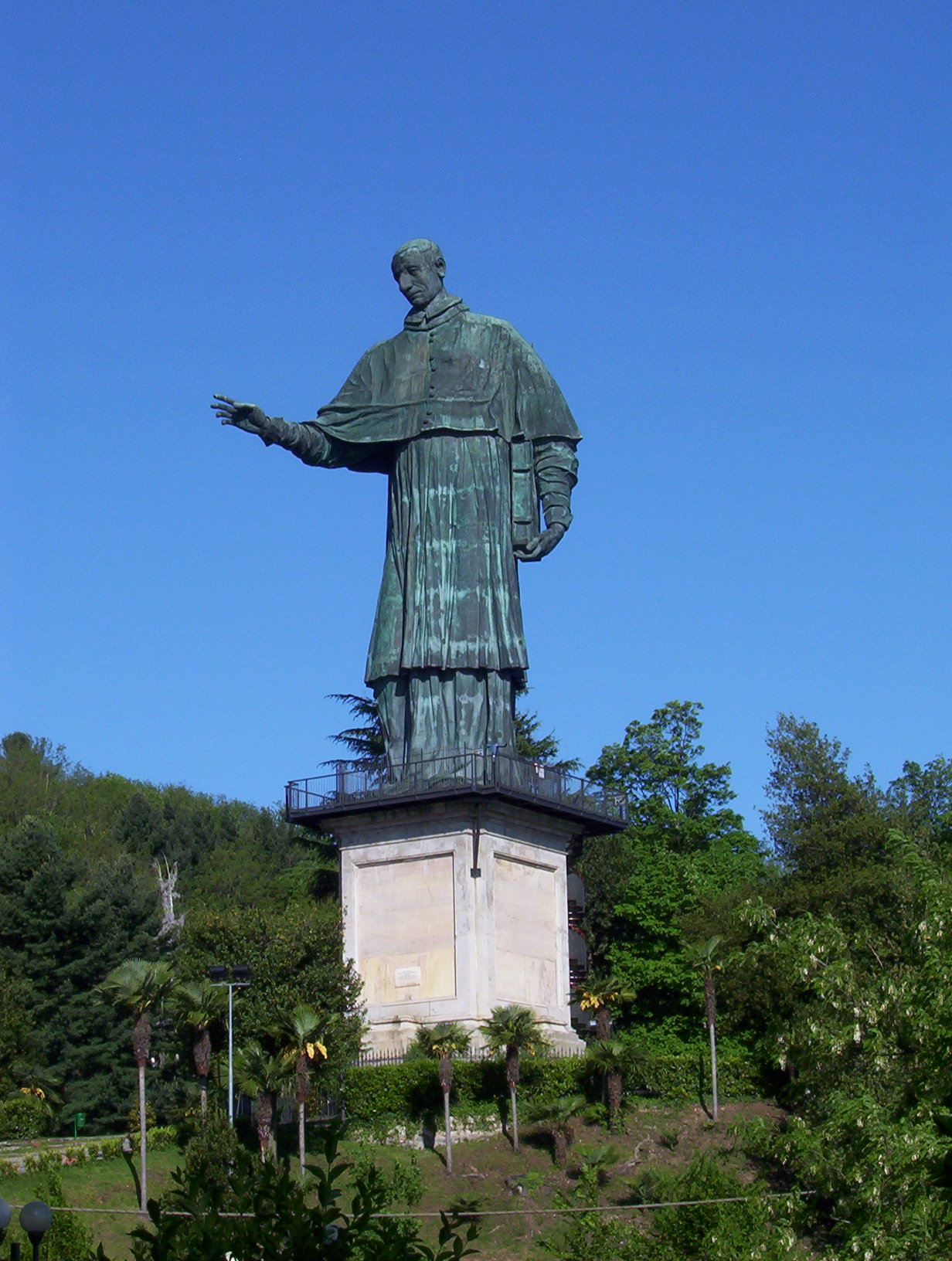
Koloss San Carlo

Der Koloss San Carlo (genannt Sancarlone, im lokalen Dialekt Sancarlòn) ist eine über 30 Meter hohe Statue in Arona (Provinz Novara, Italien), Ortsteil San Carlo, auf dem Sacro Monte di Arona.

## Der heilige Karl Borromäus
Der heilige Karl Borromäus wurde am 2. Oktober 1538 im Schloss von Arona geboren (das später auf Befehl von Napoleon Bonaparte teilweise zerstört wurde). Er wurde mit 22 Jahren Bischof und Kardinal und wurde 1565 Erzbischof von Mailand. Er opferte sich für den materiellen und geistigen Beistand vor allem bei Hungersnot und Pest auf. Er starb am 3. November 1584 (da er nach Sonnenuntergang starb, gilt nach dem Brauch jener Zeit der 4. als Sterbetag), wurde 1602 selig- und 1610, nur 26 Jahre nach dem Tod, heiliggesprochen.

## Bau der Statue
Auf Geheiß von Karls Cousin Federico, sein Nachfolger als Erzbischof von Mailand, begannen 1624 die Arbeiten für den Bau eines Sacro Monte zum Andenken an den hl. Carlo. Federico Borromeo und Marco Aurelio Grattarola, Oberaufseher der Arbeiten, wollten auch eine Statue errichten lassen, die vom Lago Maggiore aus sichtbar sein sollte. Der Entwurf stammte von Giovanni Battista Crespi, genannt Cerano. Die Statue wurde aus gehämmerten Kupferplatten mit Nägeln und Zugankern aus Eisen zusammengesetzt. Die daran beteiligten Bildhauer waren Siro Zanella aus Pavia und Bernardo Falconi aus Bissone. Das Werk wurde 1698 abgeschlossen. Am 19. Mai desselben Jahres gab Federico Caccia, Erzbischof von Mailand, dem Monument feierlich den Segen.

## Merkmale
Der Granitsockel ist 11,50 Meter hoch, während die Statue eine Höhe von 23,50 Metern aufweist. Das Monument misst somit insgesamt 35,00 Meter (was einem zehnstöckigen Gebäude entspricht). Die Abmessungen wurden während der 1975 abgeschlossenen Restaurierung unter der Leitung von Carlo Ferrari Da Passano, Direktor der Mailänder Dombauhütte, exakt festgestellt. Um einen Vergleich der Abmessungen zu ermöglichen, sei daran erinnert, dass der Körper der Freiheitsstatue (von den Füßen bis zur äußersten Spitze der Fackel) 46,5 Meter misst. Die Länge des Zeigefingers beträgt 1,95 Meter, die Hand ist 1,45 Meter und der Daumen 1,40 Meter lang.
Die Statue ist für das Publikum geöffnet, das im Inneren zunächst über eine Wendeltreppe, dann auf Leitern bis zum Kopf des hl. Carlo gelangt.

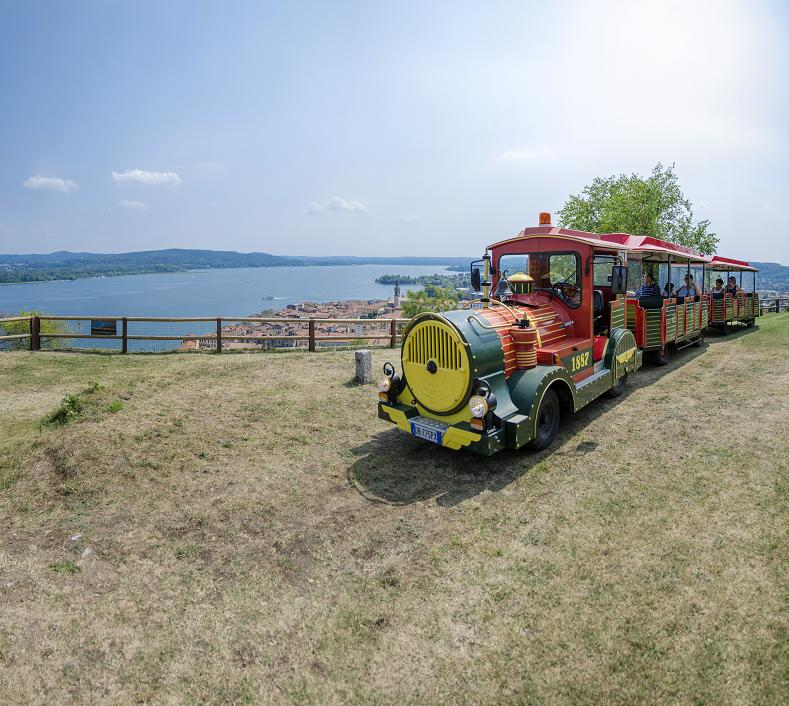
Die Wegebahn von Arona, die die Stadt mit dem Koloss des hl. Carlo und der Rocca Borromea verbindet

## Sonstiges
Eine weitere Statue des hl. Carlo befindet sich auf der anderen Seite des Sees und wird ebenfalls „Carlone“ genannt, und zwar an der Straße, die von Due Cossani, Ortsteil Dumenza, nach Curiglia führt.
In „Sotto la sua mano“ (Unter seiner Hand) hat sich der Schriftsteller Piero Chiara der Phantasie hingegeben, dass ein Teil des für die Errichtung der Statue notwendigen Materials (das für den Kopf) dadurch gewonnen wurde, dass das männliche Glied des Kolosses von Rhodos geschmolzen wurde, das einst dazu bestimmt war, den Garten eines antiken römischen Patrizierhauses zu schmücken.
Der segnende rechte Arm der Statue ist eine komplexe, halb-elastische Metallstruktur, um den starken Winden standzuhalten, die hier in der schlechten Jahreszeit häufig wehen.